# Lý Ba tiểu muội ca
Lý Ba tiểu muội ca (tiếng Trung: 李波小妹歌) là một bài thơ khuyết danh được sáng tác vào thời kỳ Nam Bắc triều trong lịch sử Trung Quốc. Bài thơ ca tụng hình tượng một người phụ nữ anh hùng, thể hiện được tinh thần thượng võ của nữ giới Bắc triều nói riêng và dân chúng các tộc Bắc triều nói chung.

## Bối cảnh
Bài thơ không được chép trong Nhạc phủ thi nhưng được sử gia Ngụy Thâu ghi lại trong quyển 53 của bộ sử Ngụy thư, phần liệt truyện về Lý An Thế.
Thời Bắc Ngụy Văn Thành Đế, ở đất Quảng Bình có cường hào Lý Ba (李波) đứng đầu một gia tộc hùng mạnh trong vùng. Họ Lý tổ chức tập kết dân chúng lưu vong vì trốn chạy thuế má, tổ chức nghĩa dũng nhiều lần tổ chức chống lại quân của triều đình. Cuối cùng, Lý Ba cùng tông tộc hơn 30 người bị tướng Lý An Thế dụ dỗ ra hàng rồi xử chém.
Dân chúng thương tiếc, bèn làm bài thơ khen ngợi tài năng của nữ tướng Lý Ung Dung (李雍容), em gái của Lý Ba, qua đó ca ngợi tài năng và vũ dũng của nhóm người Lý Ba.

## Bài thơ
| 李波小妹歌 李波小妹字雍容， 褰裙逐馬如卷蓬， 左射右射必疊雙。 婦女尚如此，男子那可逢！ | Lý Ba tiểu muội ca Lý Ba tiểu muội tự Ung Dung, Khiên quần trục mã như quyển bồng, Tả xạ hữu xạ tất điệp song. Phụ nữ thượng như thử, nam tử an khả phùng! |

## Nhận xét
Do có cùng niên đại, nên hình tượng nữ tướng Lý Ung Dung thường được so sánh với hình tượng nữ tướng Hoa Mộc Lan trong bài thơ Mộc Lan từ.